# مارتیفر
مارتیفر (انگلیسی: Martifer) شرکت خوشه‌ای پرتغالی است، که در سال ۱۹۹۰ تأسیس شد.